# 赫拉
赫拉或譯希拉（古希臘語：或）是古希腊神话中的天后，為奧林帕斯山众神之中地位及权力为最高的女神，在與宙斯的婚禮時受冊封為眾神之后，同时也是奧林帕斯十二主神之一，主要擔任婚姻女神，與丈夫宙斯同享地位與榮耀。她是克羅諾斯和瑞亞的众多儿女之一，也是宙斯的姐姐和第三位合法妻子（密蒂斯、忒弥斯、赫拉），而且还是宙斯的这三位合法妻子中唯一的一位正妻（包括不合法的妻子則為第七位，排在继勒托之後）。她和宙斯共同育有阿瑞斯、赫菲斯托斯。希腊神话裡的希拉相對應於羅馬神話里的天后朱諾（拉丁語：Iūno）。赫拉被认为是婚姻和妇女的保护神，掌管婚姻和生育，同时也是母親的守護者。伯罗奔尼撒是赫拉崇拜的发祥地，随着奥林帕斯教的统一，她被希腊各地所接受，从迈锡尼到希腊的各地都有她的神殿，甚至亚美尼亚，巴比伦，伊朗，亚述，埃及都有赫拉的信徒和朝圣者。赫拉并不只是一位爱琴海地区的女神。在阿耳戈斯有专门纪念赫拉女神的“天后节”。
她的名字在古希腊语中为“贵妇人”、“女主人／女统治者”、“高贵的女性”的意思。古希腊诗人—赫西俄德的著作《神谱》中则把赫拉称为“脚穿金鞋的赫拉（gold-shod Hera）”；在荷马史诗中，她被称为“白臂女神赫拉（white-armed goddess Hera）”、“金座女神赫拉（golden-seated goddess Hera）”以及“牛眼赫拉“，形容坐在黄金宝座上的天后赫拉异常美丽，拥有一双炯炯有神和洞察一切事物的大眼睛，臂膀洁白如百合，一头秀美的卷发从王冠下边泻出，流露出威严而安详的神情。诸如此类的这些形容语都与图腾崇拜有关。

## 神话故事中的描述

### 赫拉的来历
相传，赫拉一降生，便被其父克罗诺斯吞入腹中。后来，克罗诺斯中了墨提斯和宙斯巧计，又将其吐出。在与泰坦诸神之战中，瑞亚将赫拉送与俄刻阿诺斯（Oceanus）和忒堤斯（Tethys）抚养；另说，赫拉由阿卡迪亚的忒墨诺斯或欧博亚的季节女神所抚养。又说，赫拉出生后，并未被其父克罗诺斯吞入腹中，曾代其母瑞亚关照弟弟宙斯，使其免遭父亲之害，但这一说法极少。
赫拉是權力的化身，因为宙斯向赫拉求婚时允诺与赫拉分享自己的权力和尊荣，所以赫拉可以享有丈夫的权力，每当赫拉出行时都伴有雷霆闪电，而且也能聚散乌云、呼风唤雨。她固定的标志是布穀鳥和蓮花或母牛，她往往以战服的装束出现（羅馬形象），头戴镶有花叶的象征王权的冠冕和象征已婚妇女的面纱，威风凛凛。随侍她左右的使女是彩虹女神伊麗斯、时序三女神荷赖、以及美惠兼社交女神的卡里斯和帕西忒亚。
众神十分尊敬她，宙斯也尊重她，常常与她在一起商讨事情。但他们往往也会发生激烈的争吵，在众神会议上赫拉常常反驳宙斯，与他争论。这时宙斯就会发怒（天空中雷声大作的表现），扬言赫拉再与他作对他就要惩罚赫拉。赫拉只得保持沉默，压下心头怒火。

### 宙斯向赫拉求爱的传说

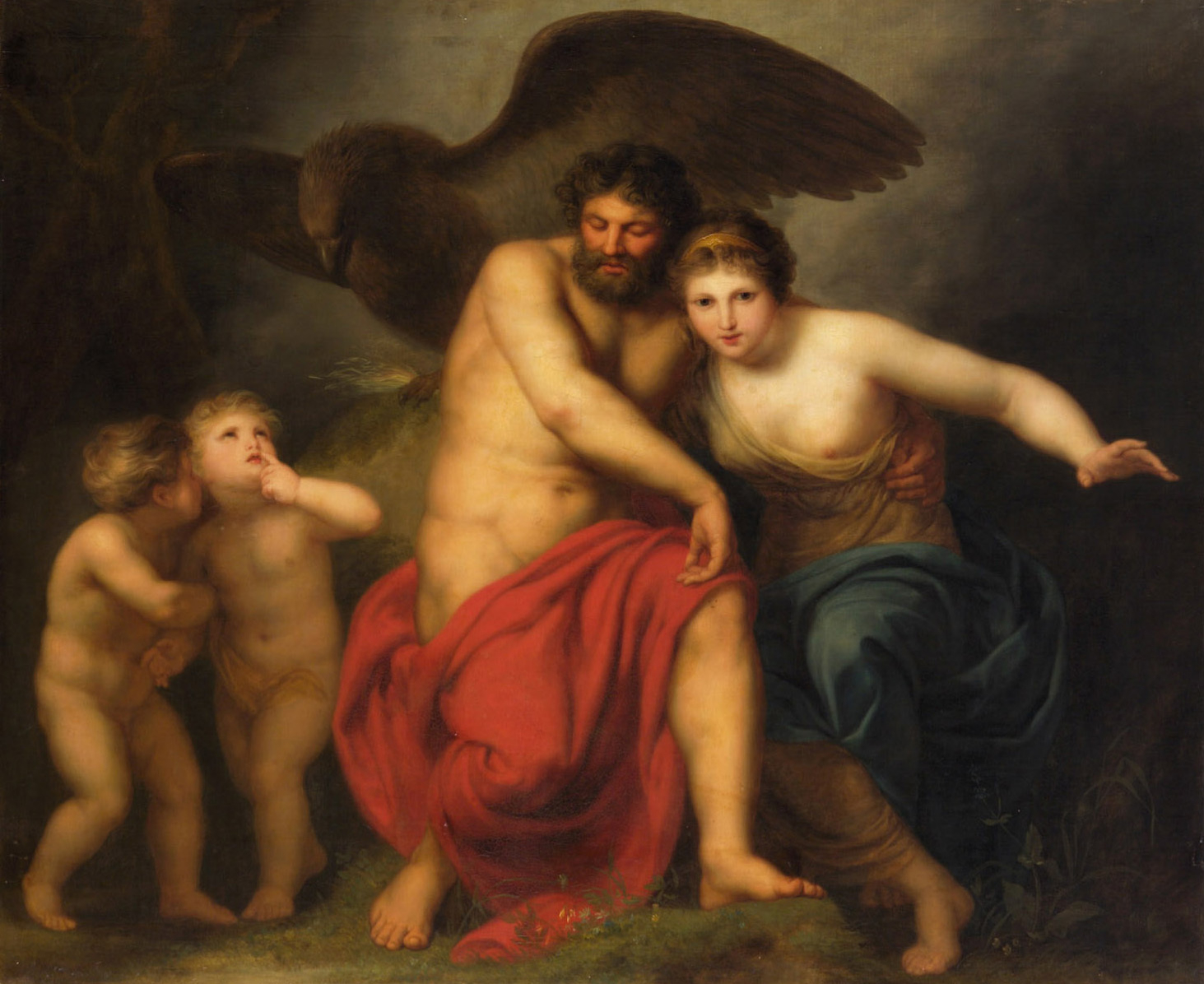
《宙斯爱上赫拉》（安德烈斯·科尼利斯·雷恩斯/画、1775年）。画中描述在天上下着小雨的情景中，赫拉欣然接受了宙斯的求爱。

关于宙斯向赫拉求爱的传说有很多。其中最著名的说法是宙斯在当上诸神的统治者后，赫拉就隐居在杜鹃山中，尽管宙斯风流成性，可就是对自己的姐姐赫拉念念不忘。有一次，天上下着滂沱大雨。这时，宙斯变成一只可怜的布穀鳥钻到了赫拉的怀里，让赫拉表现出了无限的怜爱之情。待到雨停日出时，宙斯才现出了原形，并许诺一定要娶她为妻。后来，他们终于结合在一起，赫拉为宙斯生下了战神阿瑞斯、分娩女神厄勒梯亚、青春女神希碧、还有火神赫菲斯托斯。宙斯与赫拉同居后，對保守了三百年，最后才正式宣布并承认赫拉是宙斯的正妻和天后，并举行了一场盛大而豪华的神圣婚礼，天地诸神均到场为其庆祝，大地之母盖亚则将一颗金苹果树作为贺礼送给赫拉，赫拉将这颗金苹果树种植在了位于极西方的赫斯珀里得斯圣园中，还派遣百头巨龙拉頓和赫斯珀里得斯姐妹们一同看管金苹果树。在宙斯众多的妻子和情人中，唯有赫拉才能享有如此尊荣。

### 首次发觉丈夫的不忠

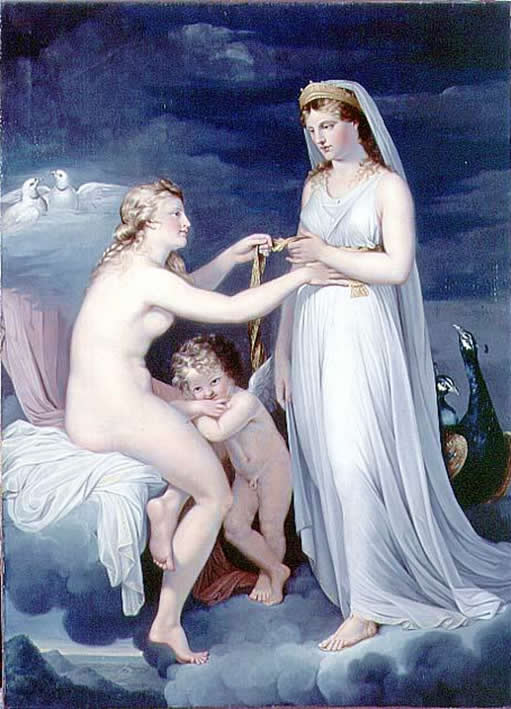
《赫拉向阿佛洛狄忒借取金腰带》（盖伊·海德／画、1771年）。为了能一直留住丈夫宙斯的心，赫拉特意向爱神阿芙羅黛蒂借来了金腰带，好利用它来增加自身的魅力，吸引宙斯的注意力。

宙斯和赫拉完婚后，宙斯就经常背着妻子赫拉离开奥林帕斯山，下凡去与水泽仙女们私会，希拉发觉后，认为自己被丈夫抛弃而大发雷霆，并决议离开奥林帕斯山，永远不再回去。宙斯闻讯后思量着如何能挽回自己与希拉的感情，于是宙斯想到一个办法，他放出消息说他要重新迎娶一位双目明亮的仙女做天后，但实际上宙斯所说的新娘则是一个木偶人，宙斯给木偶穿上漂亮的衣服后，便让它坐在一个用几头大牛拉着的一个五彩车里走遍整个街巷，赫拉得知丈夫要再取新娘顶替自己时，她对丈夫这种不忠的无耻行为感到十分气愤，她来到牛拉的五彩车前向宙斯说所的新娘大打出手，并把自己对手的华丽服饰撕成了碎布，当她把新娘的面纱撕下时，赫拉顿时大吃一惊，才发现新娘原来只是一个木偶人，后来赫拉为此狂笑不止，并原谅了宙斯，与宙斯一同欢笑着回到了奥林帕斯山。
赫拉十分重视自己的婚姻，是一夫一妻制的捍卫者，她绝不允许自己的丈夫对她有任何不忠的行为。然而赫拉是十分忠贞的，她从未有过出轨行为。有一次，伊克西翁不可自拔地爱上了赫拉，还在私底下对她说一些下流的甜言蜜语，赫拉不仅不为所动还把此事全都告诉了宙斯。后来宙斯用云朵变作了赫拉的假象去试探赫拉所言是否属实，果然伊克西翁见到了假赫拉，就企图对她无禮，愤怒的宙斯把伊克西翁綁在燃燒的戰車車輪上，並把擲到宇宙中，這就是土星的由來。

### 对宙斯的情人与其私生子的迫害

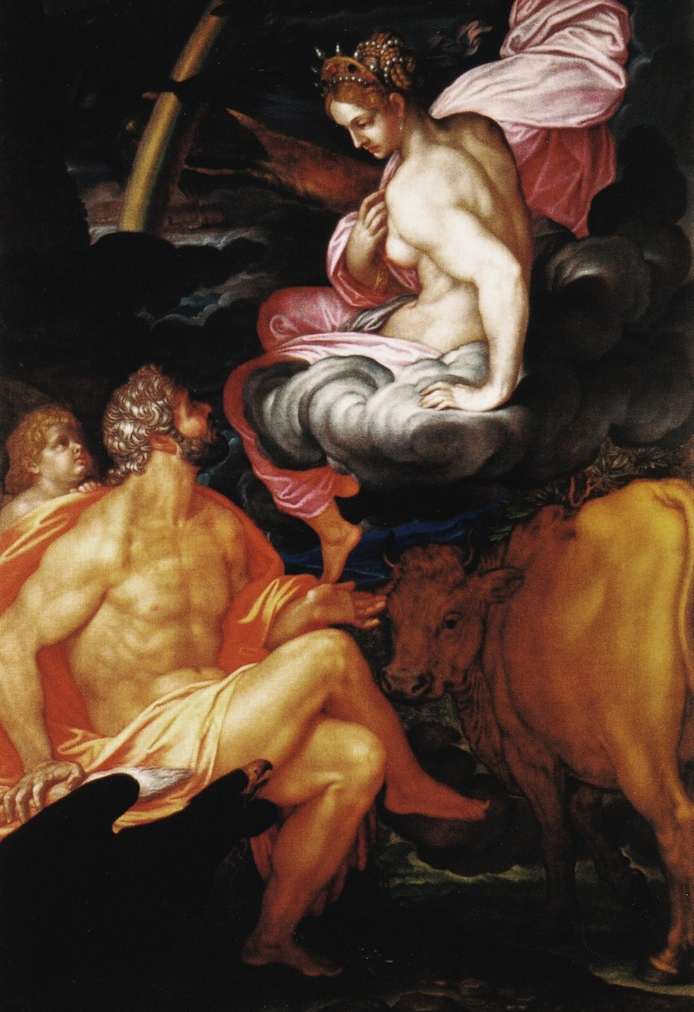
《宙斯与埃歐》（乔凡尼·安布罗吉欧·菲吉诺/画、1599年）。画中描述宙斯私密诱奸了情人埃歐，为了瞒过妻子赫拉而把埃歐变成了一头小母牛，虽然如此，但还是难逃天后的神眼。

赫拉原本是位温柔和顺的女孩，后来因為宙斯而多疑善妒，这起源于风流成性的丈夫宙斯经常背着妻子，对凡人或半神的女人誘拐欺騙。因此赫拉对宙斯的出轨行为非常不满。为了只让丈夫眼里只有她一人，赫拉还特意向爱神阿佛罗狄忒借来增长自身魅力的金腰带来吸引宙斯。赫拉嫉恨每个与她丈夫有亲密关系的人，并且利用她的权力和地位，残酷的惩罚那些女人和他们的私生子。如宙斯为了瞒过赫拉而把情人埃歐变成母牛后被她所识破，赫拉对伊俄加以迫害還命令百眼巨人阿耳戈斯负责看守着她，不但不能让伊俄逃跑更不许宙斯找到她。后来宙斯为了解救埃歐派遣荷米斯去擊殺阿耳戈斯並释放埃歐。赫拉为了褒奖阿耳戈斯的忠诚，她一点都不浪费地将阿耳戈斯的眼睛全部点缀在她的圣鸟孔雀的羽毛上。随后还派出大牛虻去叮咬埃歐使她被迫逃离希腊。
赫拉曾变成老妇，怂恿忒拜公主塞墨勒向宙斯提出要求，塞墨勒要看宙斯真身藉以验证宙斯对她的爱情。但因为凡人注视宙斯真面目即死，所以塞墨勒在宙斯一现出原形後立刻被闪电給焚燒。之后宙斯从塞墨勒的腹中取出遗腹子戴歐尼修斯，并将这孩子缝在了自己的大腿上，一直到这孩子长结实后，又从宙斯的大腿裡生出来。随后在赫拉的教唆下让神使荷米斯向宙斯提议，将由塞墨勒的妹妹伊诺来负责养育戴歐尼修斯；为了保护戴歐尼修斯的安全，伊诺便远离希拉把戴歐尼修斯抚养成人，但還是没能隱瞞過希拉，赫拉把伊诺逼疯并让她疯狂的杀害自己精心养育的孩子，然后她也便跳崖自尽。
赫拉还不允许阿波罗和阿蒂蜜絲的母亲泰坦女神麗托在大地上分娩并命令大地诸神禁止为麗托提供帮助，还派遣自己身边的侍女彩虹女神伊麗斯和战神阿瑞斯在大地上巡回监视一切动向。麗托是宙斯的第六任妻子，由于宙斯正式宣布赫拉为他的正妻时勒托即将为宙斯诞下子嗣，麗托地位的急转直下，意味着等待她的将是赫拉对她残忍的报复(赫拉與麗托貌似在之前推翻克洛諾斯的大戰中有過節) 。赫拉使勒托在大地上东躲西藏没有安身之处，还派出大地之母盖亚所生的巨蟒培冬前去追杀麗托，培冬的到来无疑让勒托更是雪上加霜。因为赫拉曾经发过誓决不能让勒托在有根的大地上生产，所以勒托在漂浮不定的皮洛斯島上生产。分娩的阵痛持续九天九夜，赫拉命令分娩女神厄勒梯亚禁止为勒托助产，所有的女神都想帮助勒托但却无能为力，最后她们派伊里斯去乞求赫拉并送给赫拉一串黄金琥珀项链，这才使赫拉消气让厄勒梯亚去帮助勒托分娩。所以阿波罗和阿耳忒弥斯是在新生的小岛—得罗斯岛上出生的（也有的神话是说这座岛是由勒托的妹妹阿斯忒里亚所化）。因此赫拉常被说成是“嫉妒”女神，但是有时候赫拉也会遭到宙斯的惩罚，赫拉屡次刁难宙斯最爱的私生子赫拉克勒斯总想置他于死地，曾经因为唆使北风神刮起狂风将他吹到人烟密集的科斯岛而被宙斯用金链缚住双脚，挂在空中惨遭鞭打。

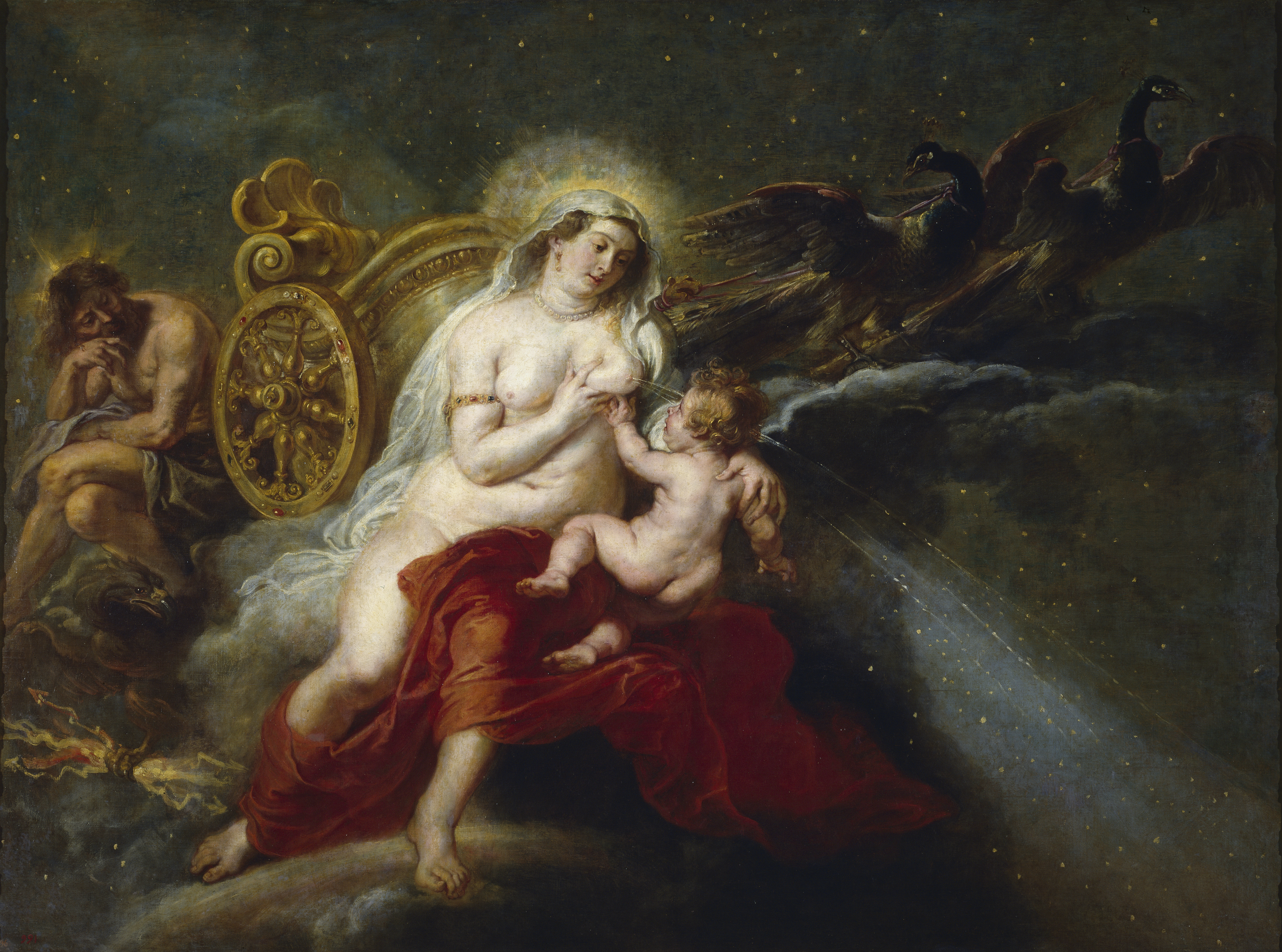
《银河的起源》（彼得·保罗·鲁本斯/画、1636年）。由于赫拉克勒斯用力过猛咬疼赫拉，赫拉一下把乳头从他嘴里拔了出来，随即乳汁四处飞溅，汇成如今的银河。

她的嫉妒与争吵，常常给众神和人类带来巨大的灾难。比如宙斯为了在与巨人族作战中取得胜利生养私生子赫拉克勒斯。为此，赫拉妒火中烧三番五次的置赫拉克勒斯于死地。当宙斯的情人阿尔克墨涅生下赫拉克勒斯时，赫拉闻讯大怒便命令分娩女神厄勒梯亚阻止孩子的降生但未能成功。由于阿尔克墨涅担心受到赫拉的迫害而狠心把孩子放进篮子裡并放上稻草将其抛弃在田野裡，如果被赫拉发现那孩子一定活不了。于是在一次偶然的机会，赫拉与智慧女神雅典娜路过此地并发现这个孩子，雅典娜见这个孩子既可怜又可爱，并劝诱赫拉给孩子喂奶喝，孩子咬住赫拉的乳头便贪婪地吮吸着乳汁，由于孩子吸得使赫拉生疼，于是她在一气之下将孩子狠摔在地上，但奇迹的是这个孩子居然没有因为被摔在地上而受一点点伤。雅典娜同情地把孩子从地上抱起来并将他带回希腊王城里交给王后阿尔克墨涅代为抚养，但令阿尔克墨涅惊奇的是这个孩子竟然就是自己所抛弃的孩子，为此她非常欣喜若狂。由于这个孩子吸取了赫拉的乳汁而脱离凡胎，直到后来赫拉终于意识到这个孩子的来历後很后悔当初居然没有发现并除掉他，于是她便派遣两条毒蛇潜入宫殿去杀死孩子，可没想到的是这个孩子居然显现出了神的力量在摇篮中将这两条毒蛇给捏殺。直到赫拉克勒斯长大后还是没能逃脱厄运，最终还是被赫拉逼疯在失去意识下杀害自己的妻子和孩子。赫拉克勒斯死后升上天界，赫拉自愿与他和解还将自己的女儿青春女神赫柏许配给他。
利比亚国的皇后拉弥亚拥有着出众的美貌成為宙斯的情妇。善妒的赫拉一气之下就杀害拉弥亚所生的孩子，又对拉弥亚施下诅咒让她变成半人半蛇的妖怪，还剥夺她睡眠的能力。
卡利斯托也是一位被宙斯强行非礼后生下孩子的仙女。后来被怒火中烧的赫拉发现，指使不知情的阿耳忒弥斯派遣卡利斯托的兒子阿卡斯前去猎杀她。后来宙斯把卡利斯托和她兒子阿卡斯带到天上，使母子成为大熊星座與小熊星座。赫拉见自己的情敌受到如此尊荣，勃然大怒，便立即去找长辈们评理，这两个长辈就是抚养过赫拉的海洋女神忒堤斯和大洋河神俄刻阿诺斯。赫拉道出自己的委屈便请求他们不许卡利斯托和她兒子阿卡斯进入海域裡。老海神自然答应赫拉使大熊星座與小熊星座永远只能待在天上绕来绕去不能跟其它的星星能够落到海裡去。

### 赫拉造反
由于丈夫的不忠而异常恼怒的赫拉，曾与雅典娜以及饱受宙斯欺压的波塞頓、阿波罗密谋联合推翻宙斯的统治。他们趁宙斯熟睡时一拥而上，用生牛皮制的绳子牢牢把他捆绑起来，使他动弹不得。宙斯威胁说要把他们立即处死，但他们早已把宙斯的霹雳锤放在了他触摸不到的地方，因此而对宙斯的威胁给于嘲弄的大笑。当他们正为胜利而欢庆鼓舞时，又想到谁又来继承宙斯的王位，導致他们互相猜疑妒忌，争论起王位的候选人。他们不相上下，争吵得都快打斗起来，后来由于海洋女神忒堤斯的介入，而使他们的阴谋以失败告终。因为是赫拉领导了这场造反活动，宙斯便用金手镯铐住她的手腕，把她吊在空中。其它神祇看在眼里，气恼万分，尽管她已经哭得天昏地暗但眾神都不敢去拯救赫拉，后来宙斯为了平息众神的愤怒而把赫拉放了，同时并宣布让赫拉成为他的合法正妻，还让众神起誓永远不再反叛他。

### 其它报复履历
赫拉是一位善于施展魔法的女神。有一个叫埃癸娜（Aegina）的国家，正好与宙斯的情人河流神女埃癸娜同名，这引起了赫拉的满腔怒火，于是她施展魔法给这个国家施下了可怕的诅咒，带去了各种自然灾害和令人窒息的瘟疫。使得整个国家弥漫着死亡的气息，活像一个人间地狱。唯有如此，才能抹平她的怒火。
《变形记》中记载，安提戈涅是一个美丽动人的凡间女子，她拥有着一头美丽的金色卷发，更是人见人誇。于是她竟然想和天后赫拉比美，如此欺君犯上的行为根本逃不过赫拉的惩罚，赫拉施展魔法将安提戈涅的头发变成一条条盘旋头顶的毒蛇，啃咬着她的头皮，使人不寒而栗。赫拉残酷的惩罚连天父宙斯都看不下去，于是安提戈涅被宙斯变成了一只仙鹤。俄里翁的第一任妻子西得（Side）同样也是自吹她的美貌可同赫拉相比，结果被赫拉打入了地狱深渊塔耳塔洛斯。
当阿尔克墨涅快要生下赫拉克勒斯的时候，赫拉想尽办法阻止并推迟赫拉克勒斯降生的时间，并命令自己的女儿分娩女神厄勒梯亚不许为阿尔克墨涅助产。于是赫拉来到凡间施展魔法，高高举起双手，只要双手不动，赫拉克勒斯就不能出生。突然阿尔克墨涅的侍女伽兰提斯破门而入，向赫拉报告说阿尔克墨涅已经分娩，赫拉听了大为意外，她恼怒地把手一拍，赫拉克勒斯就顺利降生了，赫拉才知道上了当，为了惩罚伽兰提斯，赫拉将她变成一只蜥蜴（也有的说是变成鼬鼠）。
一天，赫拉发现丈夫宙斯不见了，哪里都找不到他，赫拉心想宙斯一定是跑去和哪个宁芙仙女私会去了。于是赫拉便下界寻找宙斯，一位名叫艾可的仙女就在赫拉现场捉奸之际，用她绵长的话语牵制住了赫拉，使得宙斯和仙女们趁机逃跑。赫拉发现自己上了当，就惩罚愛可丧失说话的本领，在遇到喜欢的人时，可以开口说话，但是只能应声，让她永远也无法表达自己想要说的话。
有一次赫拉和宙斯之间起了争执，宙斯坚持认为在性交上女人比男人要得到更多的快感，赫拉则认为相反，并说这是宙斯喜欢出轨的原因。最后他们一同去问忒瑞西阿斯，因为他既当过男人也当过女人，而且在成为女人的七年中还结过婚，所以可以从他的亲身经历中来谈他的看法。忒瑞西阿斯说如果把快感分为十份，女人则占有九份，而男人只能得到其中一份。赫拉听后勃然大怒，把他变成一个瞎子。
在英雄神话中，伊俄尔科斯国王珀利阿斯是赫拉不共戴天的死敌。赫拉恨珀利阿斯，因为他从未向赫拉献祭或者从未向她表示应有的敬意。尽管堤洛那残忍的继母西得洛逃到赫拉的神殿中乞求赫拉的庇护，珀利阿斯却还是冲进神殿，违背道义地将西得洛给杀害了。因此赫拉要对这些有辱于她的行为进行残酷的报复，然而她的复仇计划却直接影响到伊阿宋和美狄亚的命运。
赫拉在大多报复行动中都会派出魔物去刺杀她的报复对象，海王波塞冬之子俄里翁声称自己是奥林波斯第一英雄，没有人比他更有能耐，于是赫拉想起了只会为诸神斟酒的女儿希碧与当铁匠的儿子赫淮斯托斯，因而大为恼火，决定好好教训一下俄里翁。赫拉未与丈夫宙斯商量，就私自派出一条毒蝎子去暗杀俄里翁。最终毒蝎子并未让赫拉失望，作为嘉奖赫拉将毒蝎升上天界，成为了天蝎座。赫拉克勒斯的十二件任务中有一件就是杀死心灵歹毒的九头魔蛇许德拉，由于赫拉抚养了它，于是赫拉召唤来一只巨大的螃蟹来帮助许德拉杀死赫拉克勒斯，但最终螃蟹失败了，许德拉也被赫拉克勒斯斩了首。恼火的赫拉对于螃蟹不顾一切的牺牲感到心有戚戚，为了感佩螃蟹的忠诚，赫拉将它放置在天上成为了如今的巨蟹座。

### 特洛伊战争

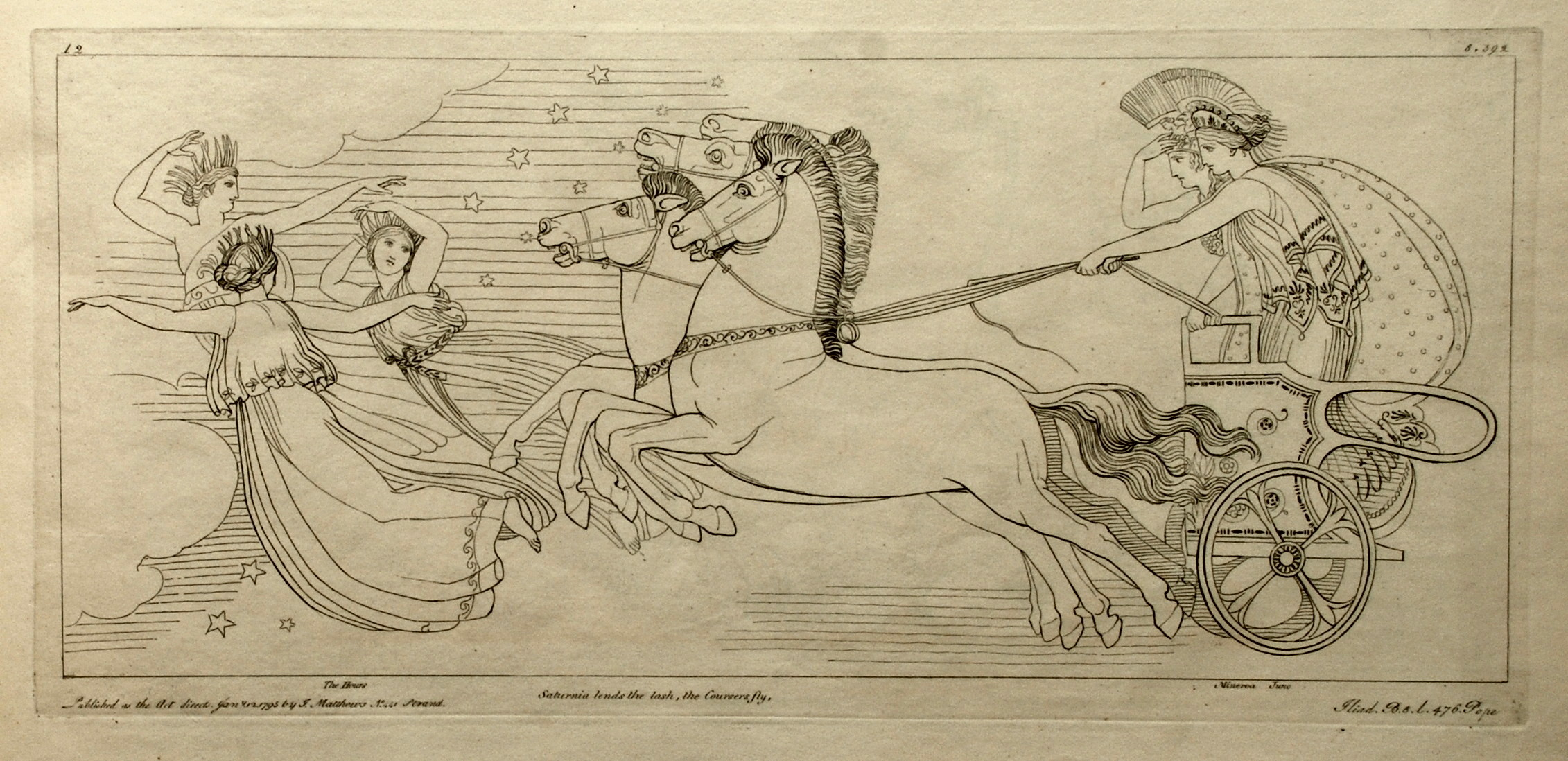
约翰·弗拉克斯曼（John Flaxman）于1793年为荷马史诗《伊利亚特》（Ilias）所绘制的插图。画中描述在时序三女神的引路下，赫拉与雅典娜驾着战车下降凡间，直奔战场。

同时赫拉的性格中有着极为突出的骄傲和任性的成分。在金苹果事件中，特洛伊王子帕里斯因为选择了阿佛洛狄忒为最美的女神而遭到了希拉的憎恨，从而间接导致特洛伊战争。在特洛伊战争中，赫拉与雅典娜联盟站在希腊人的一方一同帮助希腊军队的英雄们抵抗特洛伊军队，意外的是在战斗中赫拉显现出格外强大的战斗力，阿佛洛狄忒的情人，也就是赫拉的小儿子兼战神的阿瑞斯站在特洛伊人的一方，赫拉与雅典娜联手将他打得丢盔弃甲，哭诉无门。为了妨碍特洛伊军队获得胜利，赫拉屡次违抗宙斯的安排与旨意，甚至不惜挑起诸神之间的争斗。在神与神之间的较量中，赫拉与中途支援特洛伊军队的阿耳忒弥斯大打出手，赫拉左手紧握阿耳忒弥斯的双腕，右手猛扇她耳光，最终将她撵出战场，阿耳忒弥斯则在父亲宙斯面前哭诉自己的委屈。
由于赫拉的儿子赫淮斯托斯曾经被海洋女神的忒提斯救下并抚养过，所以在战场上赫拉总是设法保护忒提斯的儿子阿喀琉斯，并帮助他建立了不少功勋。
荷马史诗《伊利亚特》中描述，赫拉为了援救处于劣势状态的希腊军队，便使诈向爱神阿佛洛狄忒借来了能诱惑人和神的金腰带，赫拉依仗金腰带的神奇魔力给自己带来了无尽的魅力，因此宙斯被赫拉的美貌所吸引，无心援助特洛伊军队。随后，赫拉召来睡神许普诺斯将宙斯进行催眠，因此而使得特洛伊军队大败。等到宙斯醒来时，发现了一切，因而非常恼怒，决定严惩赫拉，而戴着金腰带的赫拉依旧魅力无限，宙斯也就象征性的对赫拉责怪了几句。其中并没有说要惩罚许普诺斯，因为宙斯得罪不起他的母亲，具有威力的黑夜女神—倪克斯。事情成功后，赫拉兑现了自己给许普诺斯许下的诺言，做主将美惠女神中最漂亮最年轻的帕西忒亚（Pasithea）许配给他作他的妻子。
长达十年之久的特洛伊战争结束后，赫拉为希腊人的胜利而欢欣鼓舞。为了能彻底消灭特洛伊民族的幸存者，她召来復仇三女神厄里倪厄斯之一的阿勒克托，让她火速赶往拉丁姆地区，在特洛伊人、拉丁人和罗图勒人之间挑起血腥的战乱。

## 民间崇拜

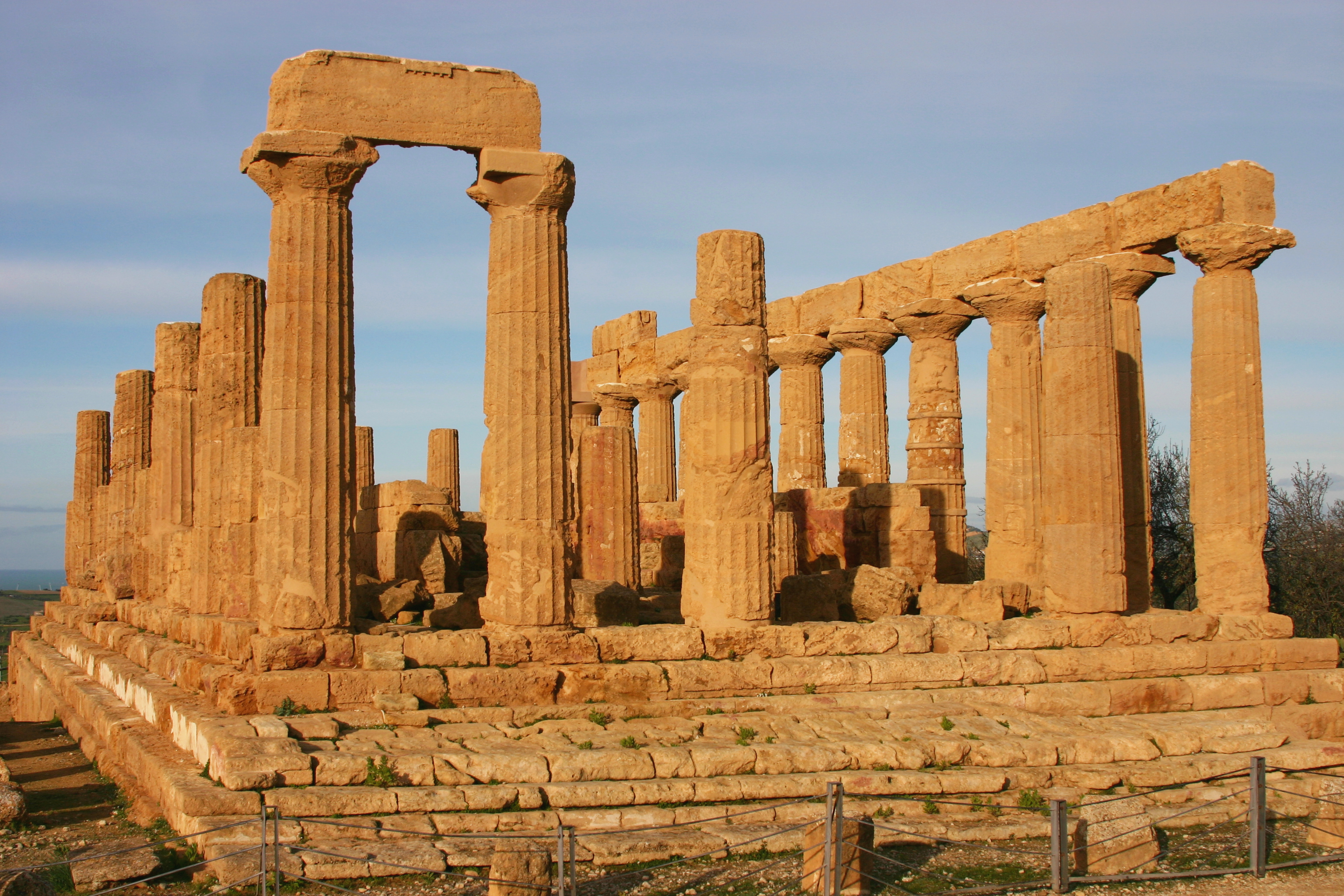
位于阿格里真托的赫拉神庙遗址

尊奉赫拉最早的地区是伯罗奔尼撒，在迈锡尼、阿耳戈斯、斯巴达、科任托斯、萨摩斯岛、普拉泰亚、奥林匹亚以及其他的许多城市里都有供奉赫拉的神庙。在阿耳戈斯，每五年举行一次祭祀赫拉的活动。在克里特的克诺索斯经常举行庆祝赫拉和宙斯的“神圣婚姻”庆典。在罗马神话中，赫拉对应朱诺，同样也和丈夫一同掌管着农业的丰收、事业的亨通以及战争的胜利。
赫拉的圣地最初并不太普及，其发源地是阿耳戈斯，所以人们很特别地称她为阿耳戈斯女神。荷马把迈锡尼、阿耳戈斯和斯巴达看作是赫拉最喜欢的城市。随着她代表的婚姻道德意义的逐渐形成，她的圣地也开始逐渐流行起来。在玻俄提亚、埃维亚和萨摩斯岛都有她古老的圣地。赫拉最重要的圣地是公元前423年在阿耳戈斯与迈锡尼之间建立的，在这以前的圣地被一场大火给烧毁了。在这个圣地里，有赫拉最精美、最珍贵的立像，它是由西西昂的雕刻大师波利克列特用黄金和象牙雕刻而成。
荷马史诗中赫拉被称为“牛眼赫拉”，在给她献祭时通常都是用母牛。在阿耳戈斯，赫拉最初以母牛的形象受到崇拜，赫拉曾以牛的形式或人牛同体的形式存在过，是由物神发展来的图腾神。在神话传说中，她进入了英雄神话体系，并占有牢固的地位。她是英雄和城市的保护神，她帮助阿耳戈诸英雄的神话是最为著名的。
赫拉象征着古希腊一年中植物生长的三个季节，即春季、夏季和秋季；赫拉的权杖上栖息着象征春季的布谷鸟，另一只手托着象征秋季成熟的石榴，为一年始末的代表。因此，分别执掌春、夏、秋三个季节的荷赖是赫拉的侍女。赫拉作为天国王后（天后），同样也典型的呈现出三位一体（三相女神）的形象，这三个形象由斟酒的青春女神赫柏、母亲兼妻子的赫拉和冥界的赫卡忒组成，她们分别象征着新月、满月、旧月的反复循环，并且随着月相的变化依次显现出少女（春）、母亲（夏）和老妪（秋）的姿态，为女性一生的三个阶段。古希腊城邦的阿卡迪亚（Arkadia）地区也把赫拉分别作为少女、母亲和寡妇来崇拜，并且各分三个庙宇来供奉这三种形态。作为未出嫁的少女，赫拉被称为派斯（Παις, Pais）；作为母亲和妻子，赫拉被称为忒勒亚（Τελεια, Teleia）；作为离开了宙斯的寡妇，赫拉被称为刻拉（Χήρη, Chera）；通常赫柏被视为赫拉的处女相，赫拉本身代表母亲，赫卡忒则被视为赫拉的寡妇相，反映了宙斯和赫拉之间反复不断地结婚和离婚。赫拉会在每年春季开始的时候进行洗礼仪式来更新自己的贞操，以维持她和宙斯之间永恒的夫妻关系，她会进入纳夫普利翁的卡纳索斯（Kanathos）泉水中沐浴，将自己以往的焦躁、疲惫和衰老完全冲洗净化，好得以重返处女时青春靓丽的纯洁形象，是不亚于阿佛洛狄忒的天界美女；在这时候，宙斯只独爱赫拉一人，因此不再考虑拈花惹草的事。卡纳索斯圣泉是个确实存在的地方，在那里，当地人民在每年春季时都会举行这个使赫拉重获贞洁的仪式，将赫拉的神像浸泡在泉水中。阿佛洛狄忒与赫拉同样拥有自己恢复贞洁的圣泉，而阿佛洛狄忒则是在帕福斯的海水里进行沐浴。

## 大众文化
- 金田一少年事件簿的旗下犯人高遠遙一為「地域十二神」的「赫拉」代號。
- ONE PIECE中作為BIG MOM海賊團直屬的歡樂友人之一兼透過BIG MOM的靈魂果實能力而誕生的擬人化生命產物之一。

## 赫拉的神职
赫拉掌管婚姻和生育，被视为婚姻女神、妇女的庇护者、孕产妇的救助者。罗马人称她为“带领孩子看到光明”的女神。赫拉拥有的代表性圣物有石榴、布谷鸟、孔雀和狮子。